# 이순자 (1944년)
이순자(李順子, 1944년 12월 31일 ~ )은 대한민국의 정치인이다. 제5대 서울특별시의원, 제2대 서울특별시 송파구의원이었다.

## 학력
- 흥업국민학교 졸업
- 원주여자중학교 졸업
- 강원대학교 사범대학 부설고등학교 졸업
- 5년제 한국방송통신대학교 초등교육학과 학사 졸업

### 비학위 수료
- 미국 오클라호마 주립 대학교 어학연수 수료
- 한양대학교 지방자치대학원 고위정책과정 수료

## 경력
- 원주시 단구초등학교 교사
- 원주시 명륜초등학교 교사
- 원주시 원주초등학교 교사
- 1995.07 ~ 1998.06 제2대 서울특별시 송파구의회 의원
- 1995.07 ~ 1996.12 제2대 서울특별시 송파구의회 전반기 행정위원회 위원
- 1995.07 ~ 1996.12 제2대 서울특별시 송파구의회 전반기 예산결산특별위원회 위원
- 1997.01 ~ 1998.06 제2대 서울특별시 송파구의회 후반기 행정위원회 위원
- 1997.01 ~ 1998.06 제2대 서울특별시 송파구의회 후반기 예산결산특별위원회 위원
- 한나라당 서울시당 여성위원
- 한나라당 서울시당 송파구 갑 여성위원장
- 제15대 대통령 선거 한나라당 선거대책위원회 서울특별시 부단장
- 한나라당 서울시당 송파구 갑 지구당 고문
- 한국미래연합 서울시당 송파구 갑 지구당 부위원장
- 지방이양촉진단 복지·농수산분과위원회 위원장
- 2000.10 ~ 2002.06 제5대 서울특별시의회 의원
- 2000.10 ~ 2002.06 제5대 서울특별시의회 후반기 보건사회위원회 위원
- 2001.03 ~ 2001.09 제5대 서울특별시의회 후반기 남·북교류협력지원특별위원회 위원
- 2001.10 ~ 2002.06 제5대 서울특별시의회 후반기 예산결산특별위원회 위원

## 역대 선거 결과
|  | 24.32% |

|  | 43.84% |

|  | 50.6% |

|  | 9.41% |